# Unione Salvate la Romania
L'Unione Salvate la Romania (in romeno Uniunea Salvați România, USR) è un partito politico rumeno liberale fondato da Nicușor Dan, noto attivista civico e candidato alle elezioni amministrative del 2012 e del 2016 come sindaco di Bucarest.
Nato in sostegno alla lotta alla corruzione della classe politica, alle elezioni parlamentari in Romania del 2016 ottenne il 9% dei voti, diventando il terzo partito del paese.
Alleatosi al Partito della Libertà, dell'Unità e della Solidarietà (PLUS) di Dacian Cioloș, fece parte di una coalizione, l'Alleanza 2020 USR PLUS, che ottenne otto europarlamentari alle elezioni europee del 2019, presentò un proprio candidato alla presidenza della repubblica nel 2019 (Dan Barna, arrivato terzo) e partecipò ad un governo di coalizione con il Partito Nazionale Liberale in seguito alle elezioni parlamentari del 2020.
Il congresso del 2 e 3 ottobre 2021 ufficializzò la fusione tra USR e PLUS, mentre il nuovo partito risultante dall'unione mantenne la sigla dell'USR.

## Storia

### L'Unione Salvate Bucarest
Nel luglio 2015 l'attivista Nicușor Dan, già presidente della ONG Salvate Bucarest (Asociația Salvați Bucureștiul), nata negli anni duemila per la salvaguardia del patrimonio artistico della capitale rumena contro l'abusivismo edilizio, presentò un progetto che si proponeva di mettere in pratica a livello politico gli obiettivi dell'associazione. Nacque, quindi, l'Unione Salvate Bucarest (Uniunea Salvați Bucureștiul, USB) che, pur non collocata ideologicamente, nelle intenzioni del suo fondatore si proponeva di combattere la corruzione e gli sprechi nella pubblica amministrazione della città:
(Nicușor Dan)
Al fianco di Nicușor Dan tra i membri fondatori dell'USB figuravano Ioan Miloș, Alina Vernon, Dan Podaru e Argentina Traicu. Gli ultimi due, tuttavia, lasciarono la dirigenza nel gennaio 2016.
Nicușor Dan, già candidato indipendente a sindaco di Bucarest alle elezioni locali del 2012, fu il nome proposto dal partito per la poltrona di primo cittadino della capitale per le amministrative del giugno 2016. Le elezioni locali furono uno spartiacque che segnò il riconoscimento dell'USB come attore politico di primo piano in Romania. L'Unione Salvate Bucarest, infatti, fu il secondo partito dietro al quotato Partito Social Democratico (PSD) e mandò al consiglio generale della città 15 suoi rappresentanti. Mentre il candidato socialdemocratico Gabriela Firea assunse la funzione di sindaco, Nicușor Dan annunciò che, vista la sorprendente crescita del partito, questo avrebbe presto ampliato la propria sfera di influenza a tutto il paese e non sarebbe rimasto attivo nella sola città di Bucarest:
(Nicușor Dan)

### Fondazione dell'Unione Salvate la Romania
Il 12 agosto 2016 ad Alba Iulia Nicușor Dan annunciò che il nuovo partito, Unione Salvate la Romania (Uniunea Salvați România, USR), sarebbe stato il risultato della fusione di tre diverse forze, oltre all'USB, l'Unione Salvate Codlea (fondata dal ristoratore Erwin Albu nella località del distretto di Brașov) e la preesistente Unione Salvate la Romania, sigla registrata ad hoc nel mese di luglio dai membri dell'USB per prevenire l'utilizzo del nome da parte di altri soggetti. Il 21 agosto ebbe luogo a Bucarest il congresso che ufficializzò l'unione tra i tre gruppi.
Il processo di fusione, tuttavia, fu contestato da diverse figure politiche e, infine, convalidato da una sentenza della corte d'appello del tribunale di Bucarest solamente il 30 dicembre 2016.

### Elezioni parlamentari del 2016
Dopo la fusione, il gruppo preparò il terreno per le elezioni parlamentari del dicembre 2016, alle quali si prefiggeva come obiettivo quello di ottenere almeno il 10%.
Il 5 ottobre, durante una conferenza stampa, i dirigenti dell'USR Nicușor Dan, Clotilde Armand e Cosette Chichirău presentarono il programma politico dell'USR, che si basava principalmente sulla lotta alla corruzione, al miglioramento del funzionamento e alla trasparenza della pubblica amministrazione, allo sviluppo di un'economia sostenibile e al supporto alle istituzioni europee. Tali valori coincidevano in larga parte con quelli portati avanti dall'allora primo ministro Dacian Cioloș, formalmente indipendente, che presiedeva un governo tecnico dal novembre 2015. Proprio al premier, infatti, si rivolgeva lo slogan scelto da Nicușor Dan per la campagna elettorale: «Dacian Cioloș alla fine hai con chi» («Dacian Cioloș, în sfârsit ai cu cine»), in riferimento alla proposta del partito per il ruolo di primo ministro nel caso di un'eventuale vittoria dell'USR alle elezioni. Cioloș, in ogni caso, era il nome indicato anche dal gruppo di centro-destra del Partito Nazionale Liberale (PNL). Lo stesso premier uscente garantì il proprio appoggio ad entrambe le formazioni, invitando l'elettorato a votare per l'uno o per l'altro, ma non per il Partito Social Democratico.
Diversi membri del gabinetto Cioloș, parimenti, mostrarono il proprio interesse per il programma dell'USR. Il 19 ottobre 2016 l'ex ministro della cultura Vlad Alexandrescu dichiarò che si sarebbe presentato nelle liste del partito. Il 26 ottobre furono ufficializzate le candidature di Cristian Ghinea (ministro dei fondi europei), Tudor Pop (direttore dell'ufficio dei fondi europei), Dan Barna (sottosegretario ai fondi europei), Ionuț Moșteanu (sottosegretario ai trasporti), Oana Bîzgan (direttrice dell'agenzia governativa InvestRomania), Claudiu Năsui (consigliere del ministero delle finanze), Manuel Costescu (sottosegretario all'economia) e Cătălin Drulă (sottosegretario ai trasporti). Malgrado lunghe trattative con l'USR, i ministri Vlad Voiculescu e Dragoș Pîslaru preferirono non concorrere alle elezioni. Tra gli altri elementi della società civile che si unirono al partito vi furono lo scrittore Dan Lungu e l'ambientalista Mihai Goțiu.
In vista del voto il messaggio di rinnovamento antisistema dell'USR era destinato ad attrarre una buona parte dell'elettorato. Alcuni sondaggi, infatti, indicavano l'USR come secondo partito dietro al PSD con circa il 19%. Alle elezioni dell'11 dicembre si registrarono il netto successo del PSD (che ottenne oltre il 45%), la débâcle del PNL (20%) e l'affermazione dell'USR come terza forza del paese (9%). Il gruppo conquistò 30 deputati e 13 senatori, posizionandosi all'opposizione al fianco del PNL.

### Sostegno alle proteste del 2017
Nel gennaio 2017 il governo socialdemocratico elaborò un'ordinanza in tema di giustizia che scatenò le dure reazioni dell'opposizione e dell'opinione pubblica, con manifestazioni spontanee di protesta che si verificarono in tutto il paese e cui prese parte lo stesso presidente della repubblica Klaus Iohannis. L'adozione della misura fece crescere l'intensità delle contestazioni contro il governo, con centinaia di migliaia di manifestanti che in tutto il paese chiedevano il ritiro dell'ordinanza, in quanto questa avrebbe favorito la corruzione e aiutato il presidente del PSD Liviu Dragnea ad evitare l'incriminazione in ulteriori inchieste in cui figurava come indagato. In contemporanea alle manifestazioni di piazza, l'USR guidò insieme al PNL le azioni di protesta in parlamento, chiedendo il ritiro dell'ordinanza. Questa, infine, fu abrogata il 4 febbraio. Si trattò, tuttavia, dell'inizio di una serie di iniziative di governo, puntualmente avversate dall'USR, volte a modificare profondamente la gestione della giustizia nel paese.

### Scontro sul referendum sulla famiglia e dimissioni di Nicușor Dan

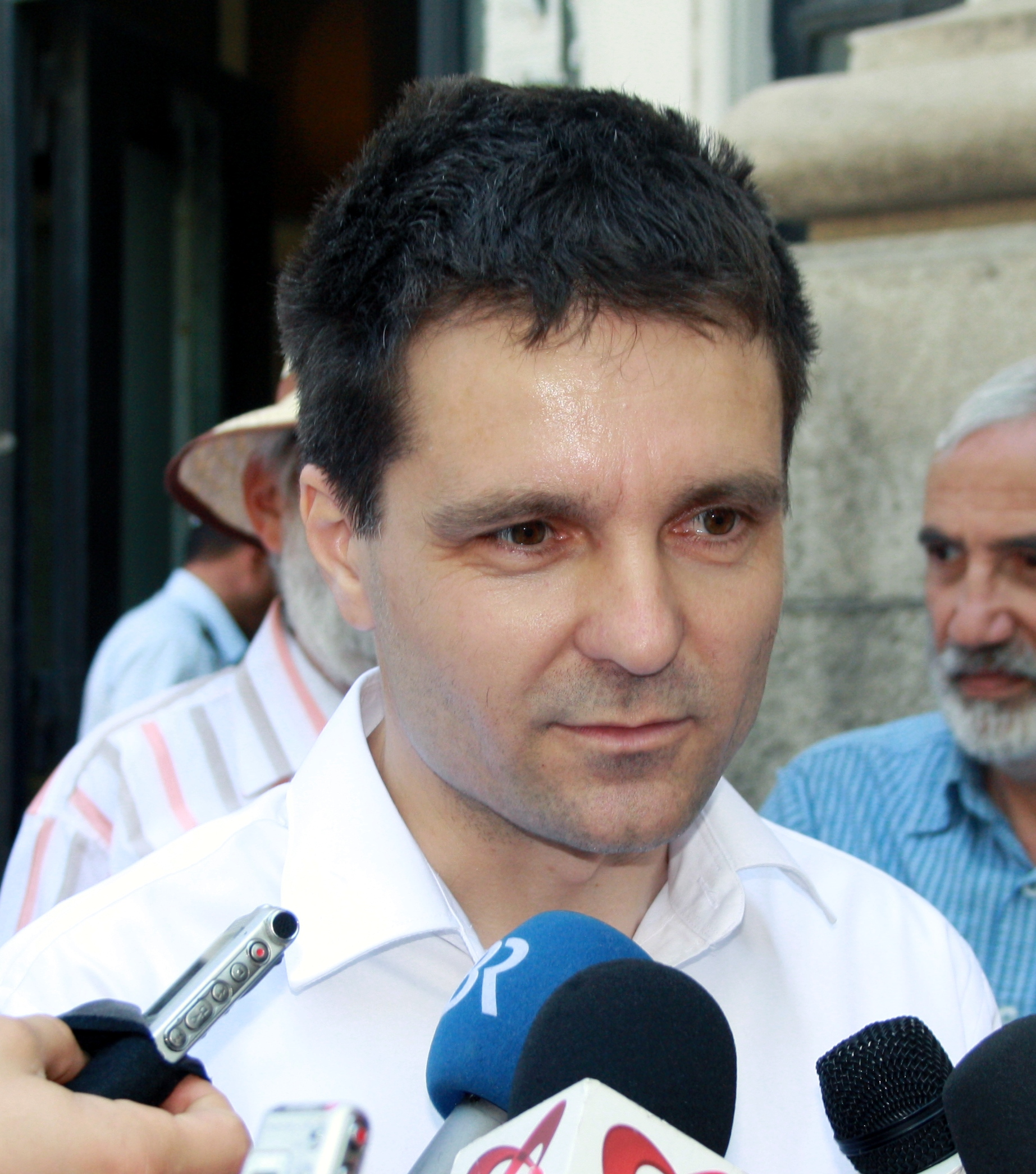
Nicușor Dan

Nel maggio 2017 il partito cominciò ad esprimersi sul referendum costituzionale sostenuto dal PSD che, al fine di impedire i matrimoni omosessuali, avrebbe dovuto prevedere per legge la definizione di famiglia come unione tra uomo e donna. La celebrazione del referendum fu ratificata dal voto del parlamento del 9 maggio 2017 e creò problemi interni alla stessa USR a causa della mancanza di una posizione univoca da parte di tutti i membri. Al margine del congresso del partito organizzato a Cluj-Napoca il 13 e 14 maggio, lo stesso Nicușor Dan ammise l'esistenza di due fazioni e la nascita di attriti tra conservatori e progressisti all'interno dell'USR.
Mentre per la riconferma del ruolo di presidente Nicușor Dan vinse facilmente la concorrenza degli avversari Emanuel Ungureanu (deputato per il distretto di Cluj), Șerban Marinescu (consigliere parlamentare) e Cornelia-Florina Gherman (rappresentante del settore 6 di Bucarest), il dibattito sul referendum mise in crisi la sua leadership. Il vicepresidente Cristian Ghinea lo accusò di non volersi schierare apertamente, mentre Nicușor Dan affermò di non voler aprire una breccia nel partito assumendo una linea ufficiale. Il 31 maggio l'ufficio nazionale dell'USR adottò a maggioranza la decisione di prendere posizione in merito al referendum, mentre il 1º giugno Nicușor Dan annunciò le sue dimissioni dal partito, per via della sua contrarietà a far partecipare l'USR alla campagna referendaria, ritenendola un tema divisivo e fuorviante dalle reali priorità del partito. Elek Levente, vicepresidente che aveva ottenuto il maggior numero di voti all'ultimo congresso, assunse ad interim la presidenza dell'USR.
Il 18 giugno il comitato politico si dimostrò a favore della soluzione delle unioni civili, mentre nel mese si agosto fu avviata una consultazione interna per permettere agli iscritti di pronunciarsi sulla posizione da adottare. Il 52,7% dei votanti si espresse sulla necessità di assumere un atteggiamento ufficiale e, tra questi, l'82,5% affermò che l'USR avrebbe dovuto sostenere il «no» alla proposta di revisione costituzionale.

### Dan Barna alla presidenza

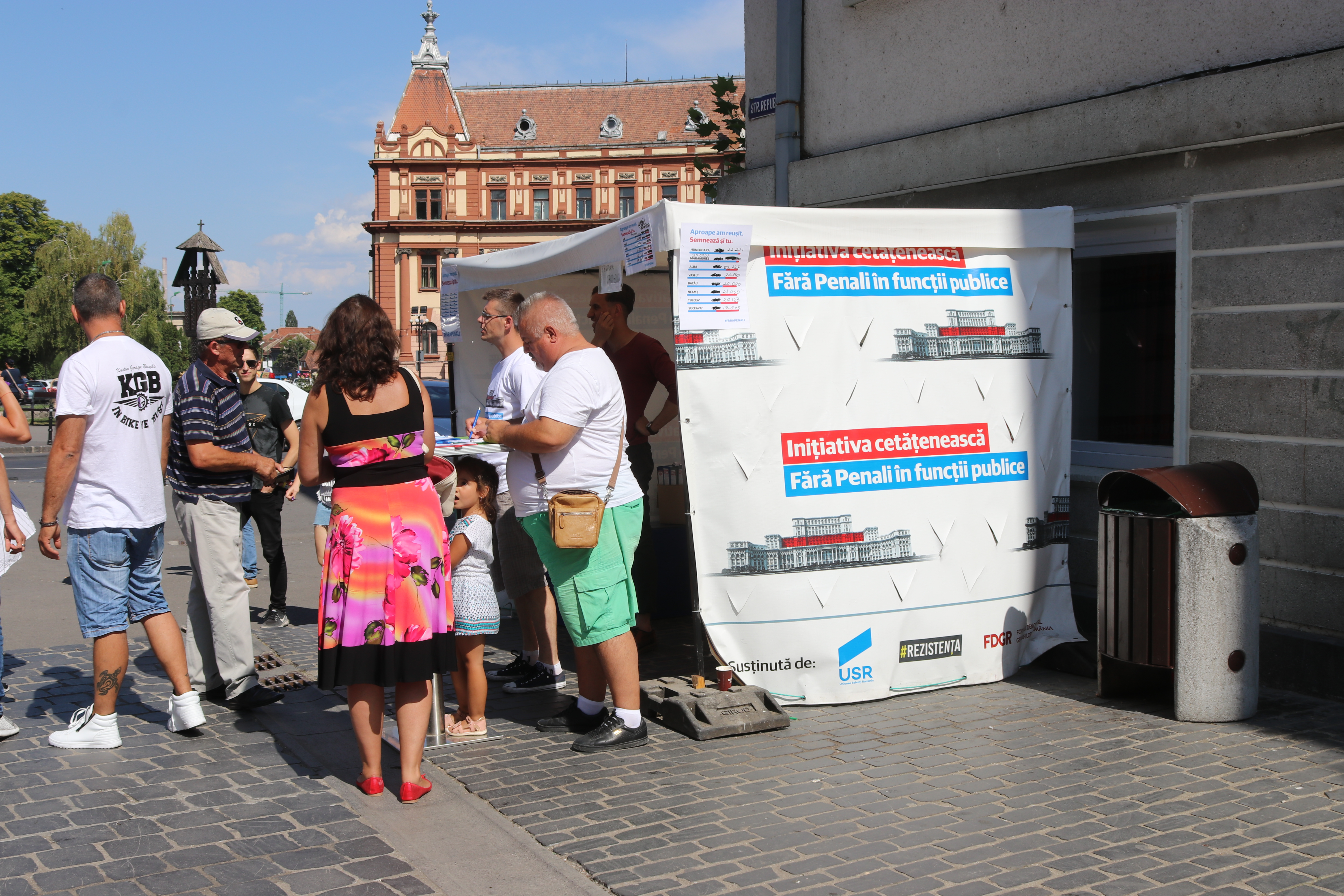
Gazebo allestito a Brașov dall'Unione Salvate la Romania per la raccolta firme per l'iniziativa Fără penali în funcții publice.

Il 28 ottobre 2017 si svolse a Poiana Brașov il congresso per l'elezione del successore di Nicușor Dan alla presidenza. Il deputato Cristian Seidler, rappresentante della sezione di Bucarest, si ritirò dalla corsa prima della votazione, reclamando irregolarità nel sistema di scelta dei delegati al congresso. Si affrontarono, alla fine, Dan Barna e Vlad Alexandrescu, con il primo che uscì vincitore con 127 a 50 (più 14 voti considerati nulli). Nel suo discorso di insediamento Barna dichiarò di voler rafforzare il dialogo interno per mettere fine ai motivi di divisione in seno al partito, dimostrandosi pronto ad accogliere le idee proposte da ogni membro.
La lotta alla corruzione della classe politica continuò a rappresentare la preoccupazione principale dell'USR. Nel novembre 2017 il partito sostenne apertamente insieme alla ONG lanciata da Dacian Cioloș, Piattaforma Romania 100, l'organizzazione di una vasta manifestazione di protesta contro il varo di un pacchetto di leggi elaborate dalla commissione giustizia in mano al PSD e nel marzo 2018 diede il via alla raccolta firme per la petizione definita «senza condannati penali nelle funzioni pubbliche» (Fără penali în funcții publice), che si proponeva di modificare l'art. 37 della costituzione in modo da rendere ineleggibili i soggetti condannati in via definitiva per fatti costituenti reato. Alla fine del 2018 la petizione raggiunse oltre un milione di firme. L'USR condusse numerose iniziative di protesta contro le manovre sull'impianto giudiziario del paese operate dalla maggioranza socialdemocratica in parlamento e ritenute dall'opposizione un costante attacco alla magistratura
Nel corso del 2018, come confermato da Cristian Ghinea, l'USR avviò le trattative per l'affiliazione ad un partito politico europeo. Portò avanti discussioni con il Partito Verde Europeo, il Partito Popolare Europeo e con il Partito dell'Alleanza dei Liberali e dei Democratici per l'Europa (ALDE) rigettando, però, ogni possibile legame con il partito rumeno dell'Alleanza dei Liberali e dei Democratici, che faceva parte dell'ALDE e partecipava al governo insieme al PSD e ritenuto, per tale motivo, un eventuale partner scomodo. Riguardo alla vicinanza ad un partito politico europeo, lo stesso Barna dichiarò l'esistenza di una naturale contingenza dottrinaria con il partito francese En Marche di Emmanuel Macron.
Un ulteriore piano di confronto con la maggioranza fu quello dell'ambiente. Nel giugno 2018 l'USR gridò allo scandalo, attaccando il governo dopo che questo ebbe pregato l'UNESCO di posticipare l'ingresso nella lista del patrimonio dell'umanità della località di Roșia Montană, sede di un importante sito minerario, inibendo la possibilità di imporre vincoli paesaggistici che avrebbero bloccato lo sfruttamento dei giacimenti.
Nell'ottobre 2018, dopo numerosi ritardi, si celebrò un referendum costituzionale sulla definizione di famiglia. L'USR fece campagna per l'astensione, in modo da impedire il raggiungimento del quorum. Con un'affluenza ben lontana dal numero minimo di elettori richiesto, il referendum si concluse senza effetti.
Sempre sul piano della giustizia, nel novembre 2018 un rapporto della Commissione europea trasmise al governo raccomandazioni speciali, accusando il paese di fare passi indietro per quanto riguardava la lotta alla corruzione, mentre parte della stampa internazionale iniziò ad accostare l'operato del PSD a quello dei governi populisti conservatori e antieuropeisti in crescita nell'Europa dell'est (Ungheria e Polonia). In seguito alla presentazione del documento da parte della commissione europea, l'USR invocò le dimissioni del governo, chiedendo elezioni anticipate e, un mese più tardi, insieme al PNL organizzò una mozione di sfiducia che, però, fu battuta dalla maggioranza.

### Nell'Alleanza 2020 USR PLUS

#### Elezioni europee del 2019
In vista delle elezioni europee del 2019, il partito si avvicinò alla nuova formazione fondata da Dacian Cioloș, il Partito della Libertà, dell'Unità e della Solidarietà (PLUS), con cui l'USR condivideva idealmente parte dell'elettorato. Il 2 febbraio i due gruppi annunciarono la creazione di una coalizione per le europee, l'Alleanza 2020 USR PLUS (Alianța 2020 USR PLUS). Dan Barna e Dacian Cioloș, capolista nel quadro dell'alleanza, affermarono che i due partiti avrebbero concorso su liste comuni alle elezioni europee e che il progetto rappresentava un primo passo verso un eventuale successo alle parlamentari del 2020.
L'iscrizione alla corsa elettorale europea, però, il 7 marzo fu bloccata dall'Ufficio elettorale centrale (BEC), che ne respinse la richiesta di registrazione, poiché nel registro del partiti politici del tribunale di Bucarest i due leader Barna e Cioloș non figuravano ufficialmente come presidenti delle rispettive formazioni. Dan Barna era stato eletto leader dell'USR nell'ottobre del 2017, mentre Cioloș del PLUS nel gennaio 2019, ma le relative richieste di registrazione degli atti congressuali non erano ancora state convalidate dal tribunale di Bucarest. Per ovviare alla situazione Nicușor Dan annunciò la propria disponibilità ad iscriversi nuovamente al gruppo e controfirmare le liste per permettere alla coalizione di poter partecipare alle elezioni. L'8 marzo, in ogni caso, l'Alta corte di cassazione e giustizia ammise il ricorso dell'alleanza contro la decisione dell'Ufficio elettorale centrale, consentendo l'iscrizione delle liste elettorali dell'USR PLUS.
I risultati elettorali furono un successo per la coalizione, che si confermò terzo partito, ma con il 22% al pari del PSD. L'USR PLUS 2020 elesse otto deputati, quattro per ciascuna formazione. I quattro rappresentanti di USR furono Clotilde Armand, Vlad-Marius Botoș, Cristian Ghinea e Nicolae Ștefănuță. Oltre ad annunciare la presentazione di un candidato comune alle presidenziali del 2019, il 7 giugno il comitato politico dell'USR riunitosi a Brăila convalidò l'iscrizione al gruppo parlamentare europeo dell'Alleanza dei Democratici e dei Liberali per l'Europa con 84 voti a favore, uno contrario e tre astenuti. L'adesione dell'USR all'ALDE fu ufficializzata dal partito europeo nel corso del congresso di Zurigo del 28 giugno 2019.

#### Riconferma della leadership di Barna

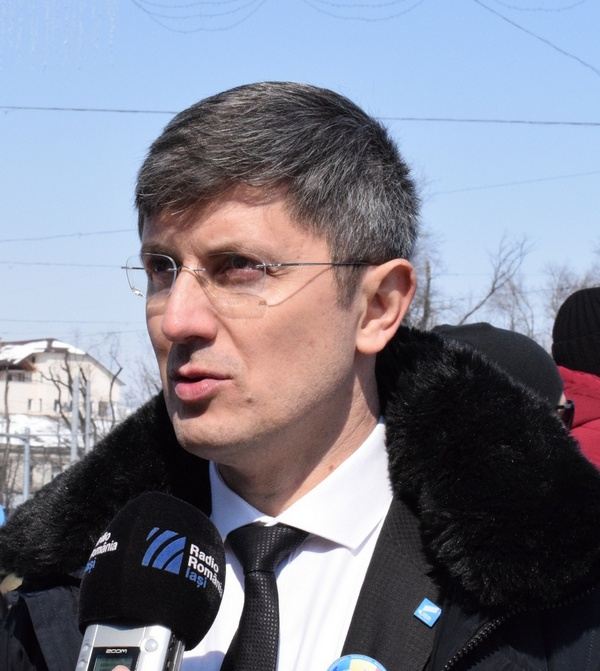
Dan Barna

In vista delle elezioni presidenziali di fine anno, il partito annunciò il proprio candidato per la funzione di presidente della repubblica già nel corso del congresso del 13 luglio 2019, sostenendo Dan Barna. Il 21 luglio l'USR riuscì a trovare un accordo anche con gli alleati del PLUS. Questo prevedeva che Barna sarebbe stato il candidato alla presidenza, mentre Cioloș alla posizione di primo ministro per le elezioni parlamentari del 2020.
Nel settembre 2019 l'USR lanciò la piattaforma di voto online per l'elezione del nuovo presidente della formazione. Gli iscritti al partito assegnarono 6.097 preferenze a Barna (65,75%), 2.907 a Cosette Chichirău (31,35%) e 269 a Alexandru Surcel (2,90%). Non si trattò, tuttavia, di un'elezione scevra da polemiche. La Chichirău, infatti, accusò apertamente il collega Cătălin Drulă di aver falsificato i risultati in favore di Barna utilizzando la sua posizione privilegiata riguardante l'accesso al database del sistema, mentre parte degli iscritti lamentò l'esclusione di membri appartenenti alla fazione contraria a quella di Barna.
Il congresso nazionale del 14-15 settembre 2019 che ebbe luogo a Timișoara convalidò i risultati del voto online (478 a favore, 14 contrari e 25 astenuti) ed elesse l'intero gruppo dirigente, con la nomina di nove vicepresidenti. Il congresso apportò anche una serie di modifiche allo statuto, volte a limitare il numero di funzioni interne che ogni membro poteva ricoprire e introdurre alcune incompatibilità.

#### Elezioni presidenziali del 2019
Allo scrutinio del primo turno per le presidenziali del 10 novembre 2019, malgrado i sondaggi della vigilia preannunciassero un testa a testa tra Viorica Dăncilă e Barna per il secondo posto, il voto dimostrò una più netta divisione tra i due candidati, con quello del PSD su percentuali intorno al 22% e quello dell'USR al 15%. L'11 novembre, quindi, per voce di Barna e Dacian Cioloș l'Alleanza 2020 USR PLUS annunciò pubblicamente il proprio supporto a Klaus Iohannis al ballottaggio.
Nello stesso periodo, il 10 ottobre, insieme al PNL l'USR riuscì a far passare una mozione di sfiducia che costrinse il governo socialdemocratico di Viorica Dăncilă alle dimissioni. Mentre l'USR chiedeva elezioni anticipate, il presidente Iohannis conferì l'incarico di primo ministro al leader del PNL Ludovic Orban. Barna concesse il proprio sostegno al nuovo esecutivo solo al termine di intensi negoziati. Il 4 novembre l'USR fu una delle forze che permisero l'investitura del governo Orban I.

#### Ufficializzazione dell'identità ideologica e fusione con il PLUS
Pubblicamente sostenitore di misure di stampo liberale, nel gennaio 2020 Barna pubblicò un documento programmatico ispirato a politiche di centro-destra. Nel febbraio 2020 fu promotore di un referendum interno per l'adozione di una linea ideologica ufficiale. La consultazione premiò la sua proposta. Su 12.106 votanti, 11.047 (91,25%) si espressero a favore di Barna, stabilendo ufficialmente che l'USR era un partito di centro-destra.
Nel gennaio 2020, inoltre, le segreterie di USR e PLUS annunciarono che nel corso dell'anno sarebbe stato indetto un congresso comune per ufficializzare la fusione delle due formazioni. L'8 febbraio sia il comitato politico dell'USR che il consiglio nazionale del PLUS ratificarono tale decisione. Il protocollo di fusione fu approvato da un congresso svoltosi online il 15 agosto 2020, con 2.222 voti pro (84,65%), 328 contro (12,5%) e 75 astenuti (2,86%), su un totale di 2.625 voti validi. Precedentemente nelle proprie riunioni interne si erano espressi a favore il 76,1% dei delegati dell'USR e l'83,44% di quelli del PLUS. L'accordo prevedeva un periodo di transizione con due strutture dirigenti separate, che avrebbero organizzato due diversi congressi e, successivamente, una riunione comune. Dopo l'ufficializzazione dell'iscrizione al registro dei partiti politici, il nuovo soggetto, chiamato USR PLUS, avrebbe celebrato un ulteriore congresso per la nomina del nuovo gruppo dirigente unificato. Le strutture locali avrebbero seguito lo stesso percorso. Il programma di governo per le elezioni parlamentari del 2020 sarebbe stato preparato nei successivi due mesi, avendo cura di rispettare l'orientamento dottrinario di centro-destra dell'USR e i principi del liberalismo etico propri del PLUS.

#### Elezioni del 2020
Il processo di fusione fu ritardato per ragioni amministrative, mentre i due partiti parteciparono alle successive elezioni ancora nella formula della coalizione. Alle locali l'USR PLUS ottenne il controllo di alcuni capoluoghi importanti (Timișoara e Brașov) e l'elezione di Nicușor Dan sindaco di Bucarest, in qualità di candidato esterno sostenuto insieme al PNL. Malgrado il successo nelle grandi aree urbane, rimase in generale sotto un modesto 10%.
Alle successive elezioni parlamentari del dicembre 2020 il voto restituì un quadro che vedeva il PSD prima forza del paese (29%), seguito da PNL (25%) e USR PLUS (15%). Dacian Cioloș confermò la disponibilità dell'USR PLUS ad andare al governo in coalizione con il PNL in modo da realizzare le riforme di cui il paese aveva bisogno. I negoziati tra PNL, USR PLUS e Unione Democratica Magiara di Romania iniziarono il 12 dicembre e si conclusero il 21 dicembre 2020, quando le tre forze comunicarono di aver trovato un accordo di governo, che prevedeva la nomina a premier del liberale Florin Cîțu. Nel quadro del patto l'USR PLUS ottenne la posizione di vice primo ministro (Dan Barna), la presidenza del senato (Anca Paliu Dragu) e sei ministri (quattro per membri dell'USR e due per quelli del PLUS). Nel complesso la coalizione conseguì 55 deputati (38 per l'USR e 17 per il PLUS) e 25 senatori (17 per l'USR e 8 per il PLUS).

### Congresso di unificazione di USR e PLUS

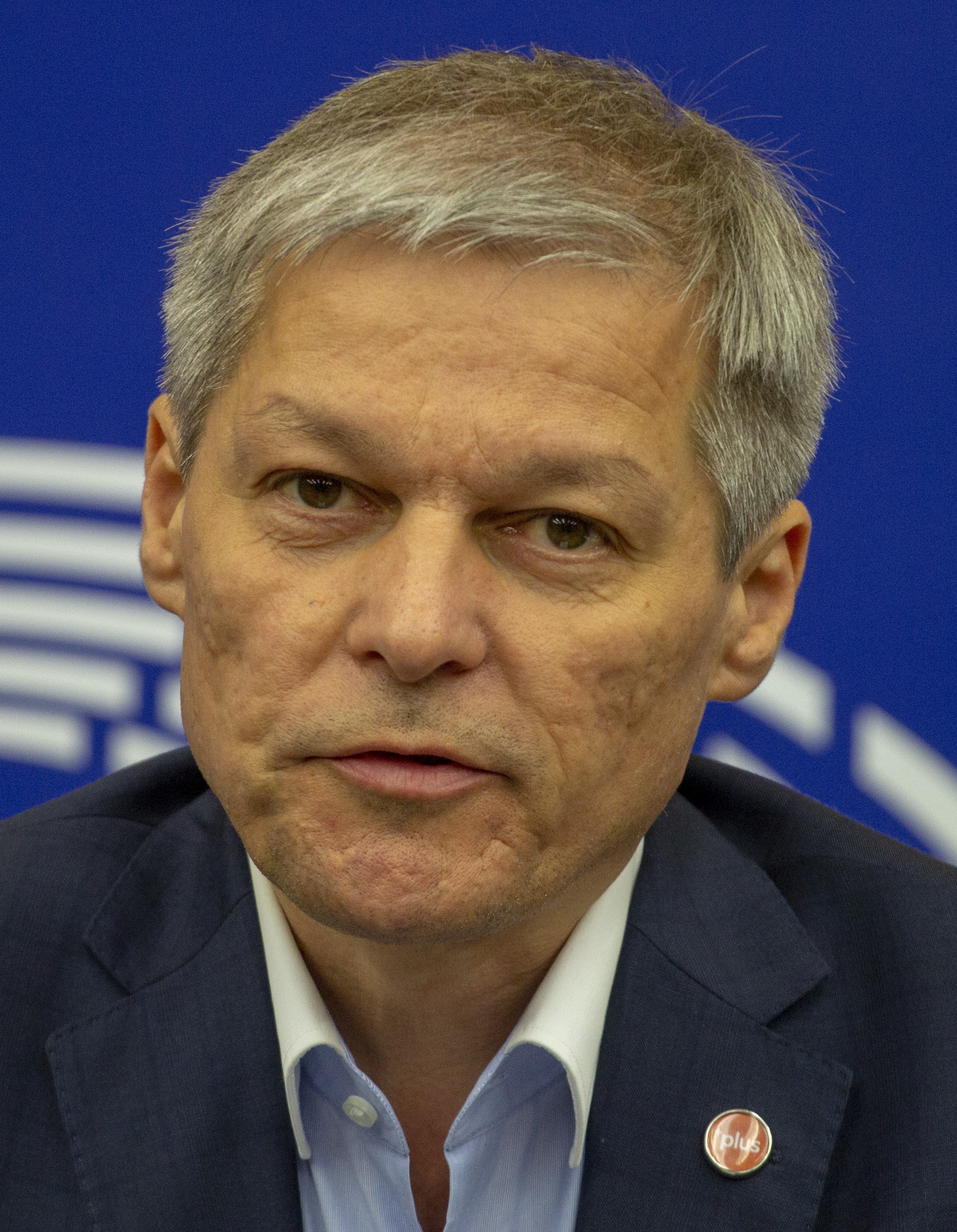
Dacian Cioloș, presidente dell'USR dal 1º ottobre 2021 al 7 febbraio 2022.

Il 16 aprile 2021 la corte d'appello di Bucarest approvò la fusione, che sarebbe divenuta ufficiale solamente in seguito all'organizzazione di un congresso. In base agli atti registrati presso il tribunale di Bucarest, a livello legale la fusione fu ufficialmente realizzata con la soluzione dell'assorbimento del PLUS da parte dell'USR.
In vista del congresso presentarono la propria candidatura a presidente tre membri dell'USR PLUS: Dacian Cioloș (sostenuto dalla piattaforma chiamata Uniti, riusciamo!, in rumeno Uniți, Reușim!), Dan Barna (proposto dalla piattaforma USR PLUS al governo nel 2024, in rumeno USR PLUS la guvernare 2024) e Ambrozie Irineu Darău (#Insieme USR-PLUS. Coraggio per la Romania, in rumeno #Împreună USR-PLUS. Curaj pentru România). Le elezioni si sarebbero svolte su due turni tramite un voto online. Al termine della prima settimana, il 23 settembre 2021 furono ufficializzati i risultati del primo turno: Cioloș (15.111 preferenze, pari al 46%), Barna (14.404, pari al 43,9%) e Darău (3.300, pari al 10,1%).
La seconda settimana di voto per il ballottaggio si concluse il 1º ottobre e decretò lo stretto successo di Cioloș (19.603, pari al 50,9%) su Barna (18.908, pari al 49,1%). Il risultato fu convalidato dal congresso del 2 e 3 ottobre 2021 tenutosi presso il Romexpo di Bucarest. Oltre al nuovo presidente i delegati del partito elessero anche l'intera struttura dirigenziale (composta dai 24 membri dell'ufficio nazionale di cui sette vicepresidenti, oltre alla commissione nazionale d'arbitraggio) e stabilirono che il nome del nuovo soggetto politico, che rappresentava l'unione ufficiale delle due forze, avrebbe conservato il nome della sola USR, con la rimozione della parte riferita al PLUS. La maggior parte dei nuovi membri della dirigenza faceva capo alla piattaforma USR PLUS al governo nel 2024, che aveva sostenuto la candidatura di Dan Barna.

### Sfiducia al governo Cîțu
Nel corso dell'esperienza di governo in coalizione con il PNL si verificarono diversi contrasti con il primo ministro Florin Cîțu. Nel mese di aprile 2021 rischiò di aprirsi una crisi di governo a causa della revoca del ministro della salute Vlad Voiculescu (PLUS). La coesione della maggioranza, tuttavia, fu ristabilita da un nuovo accordo di collaborazione siglato il 20 aprile.
La crisi maggiore, invece, ebbe luogo nel mese di settembre, quando la destituzione del ministro della giustizia Stelian Ion da parte del capo del governo provocò una frattura insanabile. Barna invocò le dimissioni del premier, chiedendo al PNL di proporre un nuovo primo ministro. Il 3 settembre, in seguito al fallimento delle trattative tra gli alleati di governo, l'USR PLUS dichiarò che avrebbe presentato una mozione di sfiducia contro Cîțu. Il 6 settembre Dan Barna annunciò le dimissioni di tutti i ministri USR PLUS a decorrere dal giorno successivo.
Il 5 ottobre 2021 il partito votò al fianco dell'opposizione una mozione di sfiducia presentata dal PSD, riuscendo ad ottenere le dimissioni forzate del primo ministro. Per venire a capo della crisi politica, Iohannis designò in successione quali primi ministri Dacian Cioloș e Nicolae Ciucă (PNL), ma nessuno dei due riuscì a formare una nuova maggioranza. Il 20 ottobre 2021 Cioloș si presentò in parlamento per la fiducia a un governo monocolore di minoranza, ottenendo appena 88 voti a fronte dei 234 necessari. Nonostante successivi negoziati anche con l'USR, infine il PNL riuscì a formare un nuovo governo di coalizione con PSD e UDMR. Nel novembre 2021 l'USR confermò il suo ruolo di partito di opposizione.

### Dimissioni di Dacian Cioloș
Nel febbraio 2022 Cioloș sottopose all'approvazione dell'ufficio nazionale il proprio programma per il biennio 2022-2023, che prevedeva profonde modifiche allo statuto. Il presidente invocava alcune variazioni che avrebbero esternalizzato parte del potere decisionale del partito, quali l'organizzazione delle elezioni interne da parte di un organo indipendente, la costituzione di un governo ombra composto al 50% da specialisti non facenti parte dell'USR e la nomina del segretario generale sulla base di un concorso e non di un voto politico. Cioloș, inoltre, chiedeva di annullare le espulsioni dei colleghi che erano stati allontanati dal partito per via delle loro dichiarazioni e di permettere la partecipazione alle riunioni della dirigenza a tutti i membri dell'USR.
Il 7 febbraio l'ufficio nazionale si espresse contro il suo programma (14 voti contrari e 11 favorevoli), evento che lo spinse a rassegnare le proprie dimissioni da presidente del partito. Cătălin Drulă ne prese il posto ad interim.
Criticando le scelte della dirigenza, il 31 maggio 2022 Cioloș e altri quattro europarlamentari annunciarono l'addio all'USR e la nascita di un nuovo partito chiamato REPER. Li seguirono anche una decina di parlamentari.

### La presidenza Drulă
Tra il 6 e il 10 luglio 2022 si svolse il voto online tra gli iscritti per la scelta del nuovo presidente titolare. Cătălin Drulă conseguì il 71% delle preferenze, superando agevolmente gli altri cinque candidati. La nomina fu convalidata dal congresso del 17 luglio 2022.
Nel novembre 2022 il partito presentò il proprio nuovo simbolo ufficiale.
Il nuovo presidente Drulă provò a consolidare il ruolo di opposizione dell'USR, criticando le indecisioni del governo sulle pensioni speciali, le modifiche fiscali e i casi di corruzione in seno ai partiti della maggioranza. A livello dei sondaggi però non si registrò una crescita e tra il 2022 e il 2023 il partito rimase tra il 10 e il 15% delle intenzioni di voto. Nel settembre 2023 il deputato Cosette Chichirău dichiarò che avrebbe fondato una nuova formazione politica, mentre nel febbraio 2024 l'europarlamentare Vlad Gheorghe abbandonò l'USR condannando le azioni della dirigenza e lasciando il partito con un solo rappresentante al parlamento di Bruxelles.
L'USR provò quindi a rafforzarsi sul piano delle alleanze in vista delle elezioni del 2024. Il congresso del 17 giugno 2023 adottò un piano per la creazione di un polo di destra per le future elezioni, mentre Drulă presentò il documento "Romania 2024". Il 18 dicembre 2023 fu ufficializzata la nascita di una coalizione con Forza della Destra (FD) e Partito del Movimento Popolare (PMP), che avrebbero concorso alle europee con la sigla Alleanza Destra Unita (ADU).
Alle elezioni europee l'alleanza conseguì solamente tre eurodeputati. Alle concomitanti elezioni locali, malgrado la vittoria dell'indipendente Nicușor Dan a Bucarest, sostenuto esternamente da ADU, i candidati del partito uscirono sconfitti in tutti i settori della capitale rumena. I sindaci uscenti dei distretti 1 e 2 di Bucarest, Clotilde Armand e Radu Mihaiu, lanciarono delle accuse di brogli elettorali all'indirizzo dei candidati della coalizione PSD-PNL, ma i loro ricorsi furono respinti. Tra i centri principali l'USR vinse solamente a Timișoara e Bacău, dove furono riconfermati i sindaci Dominic Fritz e Lucian Viziteu.
In seguito ai risultati deludenti, il 10 giugno 2024 Drulă si dimise da presidente dell'USR. Fu sostituito ad interim da Dominic Fritz.

### La presidenza Lasconi

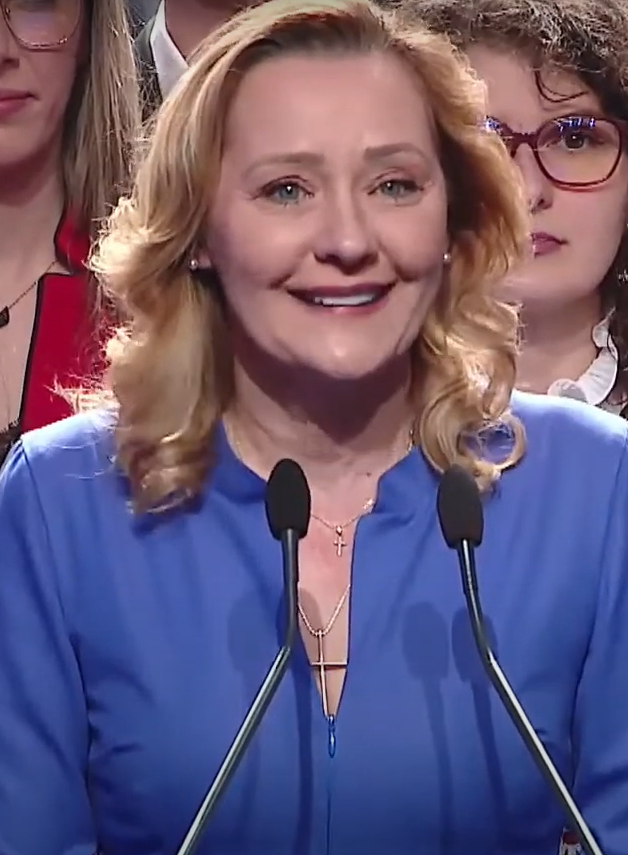
Elena Lasconi nel corso della campagna elettorale per le elezioni presidenziali del 2024.

Il voto online per la scelta del nuovo presidente si svolse tra il 24 e il 25 giugno 2024 e vide vincitore Elena Lasconi con il 68% delle preferenze Il congresso straordinario del 29 giugno 2024 inoltre la nominò quale candidato alla presidenza della Romania per le elezioni dell'autunno 2024. Il congresso elesse anche i 24 membri dell'ufficio nazionale.
Per via degli scarsi risultati ottenuti dall'Alleanza Destra Unita, il 6 settembre il partito annunciò che non avrebbe ricostituito la coalizione per le elezioni presidenziali e parlamentari del 2024.
Al primo turno delle elezioni presidenziali del 24 novembre Lasconi superò di pochissimi voti il candidato socialdemocratico e Primo ministro Marcel Ciolacu, nonostante egli fosse dato più avanti dai sondaggi politici alla vigilia del voto e durante lo spoglio, e si qualificò al ballottaggio contro il sovranista Călin Georgescu. Il 6 dicembre però la Corte costituzionale dispose l'annullamento dell'intero processo elettorale.
Alle elezioni parlamentari del 1º dicembre con il 12% l'USR fu il quarto partito. L'USR prese quindi parte alle trattative con PSD, PNL e UDMR per la formazione di un governo europeista, contrapposto alle forze sovraniste che erano cresciute a livello parlamentare, ma i negoziati fallirono e il 23 dicembre votò contro la fiducia al governo Ciolacu II.

## Ideologia e base elettorale
L'Unione Salvate la Romania nacque come formazione politica senza una precisa collocazione ideologica, con l'obiettivo principale di combattere la corruzione della classe politica, fenomeno associato ai partiti tradizionali del sistema politico rumeno, principalmente il Partito Social Democratico. Lo stesso fondatore Nicușor Dan ribadì in più occasioni che chiunque avrebbe potuto far parte dell'USR, a prescindere dall'orientamento politico. Nel 2016 la vicepresidente del partito Clotilde Armand nel corso della presentazione del partito dichiarò: «Non vogliamo che l'USR sia confiscata da nessuna ideologia» («Nu vrem ca USR să fie confiscat de o anumită ideologie»). Sul proprio sito web l'USR affermava:
(Unione Salvate la Romania)

Il simbolo utilizzato dal partito fino al 2022.

L'aspetto legato alla lotta alla corruzione e alla difesa dello stato di diritto fu preponderante, tanto da spingere il partito a lanciare un'ampia petizione per impedire a livello costituzionale l'eleggibilità di soggetti condannati per reati penali. Il partito sostenne pubblicamente il ruolo della procura della Direzione Nazionale Anticorruzione e del Meccanismo di Cooperazione e Verifica (MCV), misura preposta dall'Unione europea per sorvegliare l'applicazione da parte della Romania delle indicazioni europee in tema di giustizia.
Sul piano della politica estera il partito si professava europeista, favorevole all'ingresso della Romania nello spazio Schengen e al rafforzamento delle istituzioni europee e della NATO. L'USR si espresse anche sui rapporti diplomatici con la vicina Repubblica Moldava, sostenendo ufficialmente le forze politiche europeiste presenti nel paese e avversando il governo, accusato di essere corrotto e asservito agli interessi della Russia.
Con il tempo emersero prese di posizione su altri aspetti ideologici. Malgrado dure spaccature interne sull'argomento, che condussero alle dimissioni del presidente fondatore Nicușor Dan, tra il 2017 e il 2018 l'USR fu una delle poche voci del panorama politico rumeno a sostenere ufficialmente il riconoscimento dei diritti LGBT al referendum sulla definizione costituzionale di famiglia e il divieto dei matrimoni gay. Per quanto riguarda l'ambiente, l'USR si schierò a favore della protezione del patrimonio del sito di Roșia Montană, area mineraria al centro di numerose contese legali e, nel corso degli anni, di continue proteste organizzate da gruppi ecologisti, di cui molti militanti erano entrati a far parte dell'USR.
Nonostante la pretesa neutralità, diversi osservatori analizzarono il programma politico del partito, sottolineando la presenza elementi più vicini al centro-destra che non al centro-sinistra. Nel 2016 l'opinionista Dan Tăpălagă evidenziò come vi fosse un'attenzione particolare al sostegno all'imprenditoria e al rafforzamento dell'asse euro-atlantico, più che all'assistenzialismo sociale e a misure di lotta alla povertà. Paragonando il partito a En Marche di Emmanuel Macron, nel corso di un'intervista del 2018 il presidente Dan Barna affermò che l'USR era sul piano della politica economica una formazione di centro-destra, sul piano di quella sociale e dei diritti umani una di centro e, in termini più generali, una di centro-destra. Una delle preoccupazioni di Barna fu quella di portare il partito ad assumere un posizionamento ideologico ufficiale affine al centro-destra liberale. Già nel febbraio 2019 il partito presentò un proprio programma economico di matrice liberale, che si opponeva diametralmente a quello del PSD che si basava su una forte espansione della spesa pubblica. Il progetto dell'USR prevedeva, invece, una profonda riforma del sistema fiscale e dell'Agenția Națională de Administrare Fiscală, finalizzata ad una crescita economica sostenibile, alla diminuzione della burocrazia, alla riduzione delle tasse sul lavoro e delle imposte sugli investimenti. Nel proprio documento programmatico del gennaio 2020 Barna proponeva l'introduzione di misure che avrebbero limitato l'intervento statale sull'economia, abbassato le tasse sul lavoro, portato all'ingresso nell'area euro, ridotto il numero di parlamentari e legalizzato le unioni civili anche fra persone dello stesso sesso. In seguito al successo del referendum interno del febbraio 2020 che definiva ufficialmente l'USR come gruppo di centro-destra, Barna dichiarò:
(Dan Barna)
La base dei militanti dell'USR era composta da attivisti provenienti dalla società civile, professionisti e lavoratori del settore privato, attratti dal messaggio di rinnovamento e lotta alla corruzione proposto dal partito, che sostenne i movimenti di protesta emersi nel 2017. Numerosi elementi della dirigenza ebbero un ruolo nel governo tecnocratico ed europeista guidato da Dacian Cioloș tra il 2015 e il 2017. Molti altri, inoltre, si iscrissero all'USR dopo aver partecipato all'ONG Piattaforma Romania 100 fondata nel 2016 dall'ex primo ministro. Una parte minoritaria proveniva dal mondo delle organizzazioni ambientaliste, che negli anni precedenti avevano condotto gli scioperi per la difesa dell'area di Roșia Montană, aggiungendo tali rivendicazioni all'agenda politica del partito.
L'USR rappresentava principalmente il voto della popolazione urbana con un alto livello di istruzione e riscuoteva successo anche tra l'elettorato rumeno presente all'estero. Sin dalla nascita, infatti, attrasse gli elettori vicini al Partito Nazionale Liberale, che era tradizionalmente legato all'intellighenzia urbana. Mentre riuscì a radicarsi nelle maggiori città (Bucarest, Timișoara, Sibiu, Brașov, Cluj), tuttavia, l'USR fu carente nelle zone rurali, dove il programma di aiuti sociali proposto dal PSD costituiva un elemento più corrispondente alle necessità dell'elettorato delle campagne.

## Presidenti
| Nº | Immagine | Presidente (Nascita–Morte)        | Inizio mandato  | Fine mandato    | Durata              |
| -- | -------- | --------------------------------- | --------------- | --------------- | ------------------- |
| 1  |          | Nicușor Dan (1969)                | 28 luglio 2016  | 1º giugno 2017  | 0 anni e 308 giorni |
| –  |          | Elek Levente (1971)               | 1º giugno 2017  | 28 ottobre 2017 | 0 anni e 149 giorni |
| 2  |          | Dan Barna (1975)                  | 28 ottobre 2017 | 1º ottobre 2021 | 3 anni e 338 giorni |
| 3  |          | Dacian Cioloș (1969)              | 1º ottobre 2021 | 7 febbraio 2022 | 0 anni e 129 giorni |
| –  |          | Cătălin Drulă (1981)              | 7 febbraio 2022 | 10 luglio 2022  | 0 anni e 153 giorni |
| 4  |          | Cătălin Drulă (1981)              | 10 luglio 2022  | 10 giugno 2024  | 1 anno e 336 giorni |
| –  |          | Dominic Fritz (1983) (ad interim) | 10 giugno 2024  | 26 giugno 2024  | 0 anni e 16 giorni  |
| 5  |          | Elena Lasconi (1972)              | 26 giugno 2024  | 5 maggio 2025   | 0 anni e 313 giorni |
| –  |          | Dominic Fritz (1983)              | 5 maggio 2025   | in carica       | 0 anni e 84 giorni  |

## Membri illustri

### Membri attuali
- Dan Barna – ex candidato presidenziale nel 2019, ex vice primo ministro ed ex presidente del partito;
- Cătălin Drulă – ex ministro dei trasporti e attuale presidente ad interim del partito;
- Vlad Voiculescu – ex ministro della salute e attuale vicepresidente del partito;
- Clotilde Armand – ex eurodeputata e attuale sindaco del Settore 1;
- Dominic Fritz – attuale sindaco di Timişoara;
- Allen Coliban – attuale sindaco di Brașov;
- Claudiu Năsui – ex ministro dell'economia, dell'imprenditoria e del turismo;
- Cristian Ghinea – ex eurodeputato e ministro dei Fondi europei;
- Vlad Botoș – attuale eurodeputato;
- Radu Panait – imprenditore digitale e deputato;
- Vlad Gheorghe – attuale eurodeputato.

### Ex membri
- Nicușor Dan – ex presidente del partito (primo presidente del partito) e fondatore, nonché sindaco di Bucarest (2020-2025) e 5º Presidente della Romania dal 2025
- Dacian Cioloș – ex primo ministro ed ex presidente del partito;
- Lavinia Cosma – ex deputata, attuale leader del Partito Verde della Romania (PV)
- Ramona Strugariu – eurodeputata;
- Dragoș Pîslaru – eurodeputato;
- Alin Mituța – eurodeputato;
- Dragoș Tudorache – eurodeputato;
- Nicolae Ștefănuță – attuale eurodeputato;
- Adrian Dohotaru – ex deputato, attivista civico;
- Ioana Mihăilă – ex ministro della salute nel Governo Cîțu;
- Andrei Lupu – ex deputato

## Nelle istituzioni

### Presidenti del Senato
- Anca Paliu Dragu (2020–2021)

### Collocazione parlamentare
- Sostegno extraparlamentare (2015–2017)

Governo Cioloș
- Opposizione (2017–2019)

Governo Grindeanu, Governo Tudose, Governo Dăncilă
- Sostegno parlamentare (2019–2020)

Governo Orban I, Governo Orban II
- Maggioranza (2020–2021)

Governo Cîțu
- Opposizione (2021–2025)

Governo Ciucă, Governo Ciolacu I, Governo Ciolacu II
- Maggioranza (dal 2025)

Governo Bolojan

## Risultati elettorali
| Elezione          | Elezione     | Voti      | %     | Seggi    |
| ----------------- | ------------ | --------- | ----- | -------- |
| Parlamentari 2016 | Camera       | 625.154   | 8,87  | 30 / 329 |
| Parlamentari 2016 | Senato       | 629.375   | 8,92  | 13 / 136 |
| Europee 2019      | Europee 2019 | 2.028.236 | 22,36 | 4 / 32   |
| Parlamentari 2020 | Camera       | 906.965   | 15,37 | 38 / 329 |
| Parlamentari 2020 | Senato       | 936.864   | 15,86 | 17 / 136 |
| Europee 2024      | Europee 2024 | 778.901   | 8,71  | 2 / 33   |
| Parlamentari 2024 | Camera       | 1.146.357 | 12,40 | 40 / 331 |
| Parlamentari 2024 | Senato       | 1.134.831 | 12,26 | 19 / 136 |
| 1. 2. 3.          |              |           |       |          |

| Elezione                       | Elezione | Candidato     | Voti      | %     | Esito                |
| ------------------------------ | -------- | ------------- | --------- | ----- | -------------------- |
| Presidenziali 2019             | I turno  | Dan Barna     | 1.384.450 | 15,02 | ❌ Non eletta/o (3º) |
| Presidenziali 2024 (annullate) | I turno  | Elena Lasconi | 1.772.500 | 19,18 | ❌ Non eletta/o (2º) |
| Presidenziali 2025             | I turno  | Elena Lasconi | 252.721   | 2,68  | ❌ Non eletta/o (5º) |
| 1.                             |          |               |           |       |                      |